# 5181 SURF
5181 SURF è un asteroide della fascia principale. Scoperto nel 1989, presenta un'orbita caratterizzata da un semiasse maggiore pari a 2,4092660 UA e da un'eccentricità di 0,1344178, inclinata di 3,15312° rispetto all'eclittica.